# Lemma von Varadhan
Das Lemma von Varadhan (auch Varadhan's Lemma auch Laplace-Varadhans Integrallemma) ist ein Satz aus der Theorie der großen Abweichungen (englisch Large Deviation Theory), einem Teilgebiet der Stochastik. Das Theorem macht eine Aussage über die asymptotische Verteilung einer Familie von Zufallsvariablen {\displaystyle f(Z_{\varepsilon })}, wobei {\displaystyle \varepsilon } kleiner wird in Relation zu einer Rate-Funktion.
Das Theorem ist nach dem indischen Stochastiker S. R. Srinivasa Varadhan benannt. Da das Theorem die Methode von Laplace in unendlichdimensionale Räume überträgt, nennt man es manchmal auch Laplace-Varadhans Integrallemma.

## Aussage
Sei {\displaystyle Z_{\varepsilon >0}} eine Familie von Zufallsvariablen, die Werte in einem polnischen Maßraum {\displaystyle (X,\mu _{\varepsilon })} annehmen. Für die Maße {\displaystyle \mu _{\varepsilon }} gelte das Prinzip der großen Abweichungen mit Rate-Funktion {\displaystyle I:X\to [0,\infty ]}. Für eine Funktion {\displaystyle f\in C(\mathbb {R} )} gelte entweder
{\displaystyle \lim _{M\to \infty }\limsup _{\varepsilon \to 0}\left(\varepsilon \log \mathbb {E} \left[\exp \left({\frac {f(Z_{\varepsilon })}{\varepsilon }}\right)\,\mathbf {1} _{{\big (}f(Z_{\varepsilon })\geq M{\big )}}\right]\right)=-\infty ,}
(wobei {\displaystyle \mathbf {1} _{(E)}} die Indikatorfunktion des Ereignisses {\displaystyle E} ist)
oder dass für ein {\displaystyle \gamma >1}
{\displaystyle \limsup _{\varepsilon \to 0}\left(\varepsilon \log \mathbb {E} \left[\exp \left(\gamma {\frac {f(Z_{\varepsilon })}{\varepsilon }}\right)\right]\right)<\infty .}
Dann ist
{\displaystyle \lim _{\varepsilon \to 0}\varepsilon \log \mathbb {E} \left[\exp \left({\frac {f(Z_{\varepsilon })}{\varepsilon }}\right)\right]=\sup _{x\in X}{\big (}f(x)-I(x){\big )}}.